# Beast of Burden
〈Beast of Burden〉은 1978년 음반 《Some Girls》에 수록된 영국의 록 밴드 롤링 스톤스의 곡이다. 2004년, 《롤링 스톤》은 이 곡의 435위를 "역사상 가장 위대한 노래 500곡"에 선정했고, 역사상 가장 위대한 로큰롤 노래에 433위를 기록했다.